# Powiat będziński

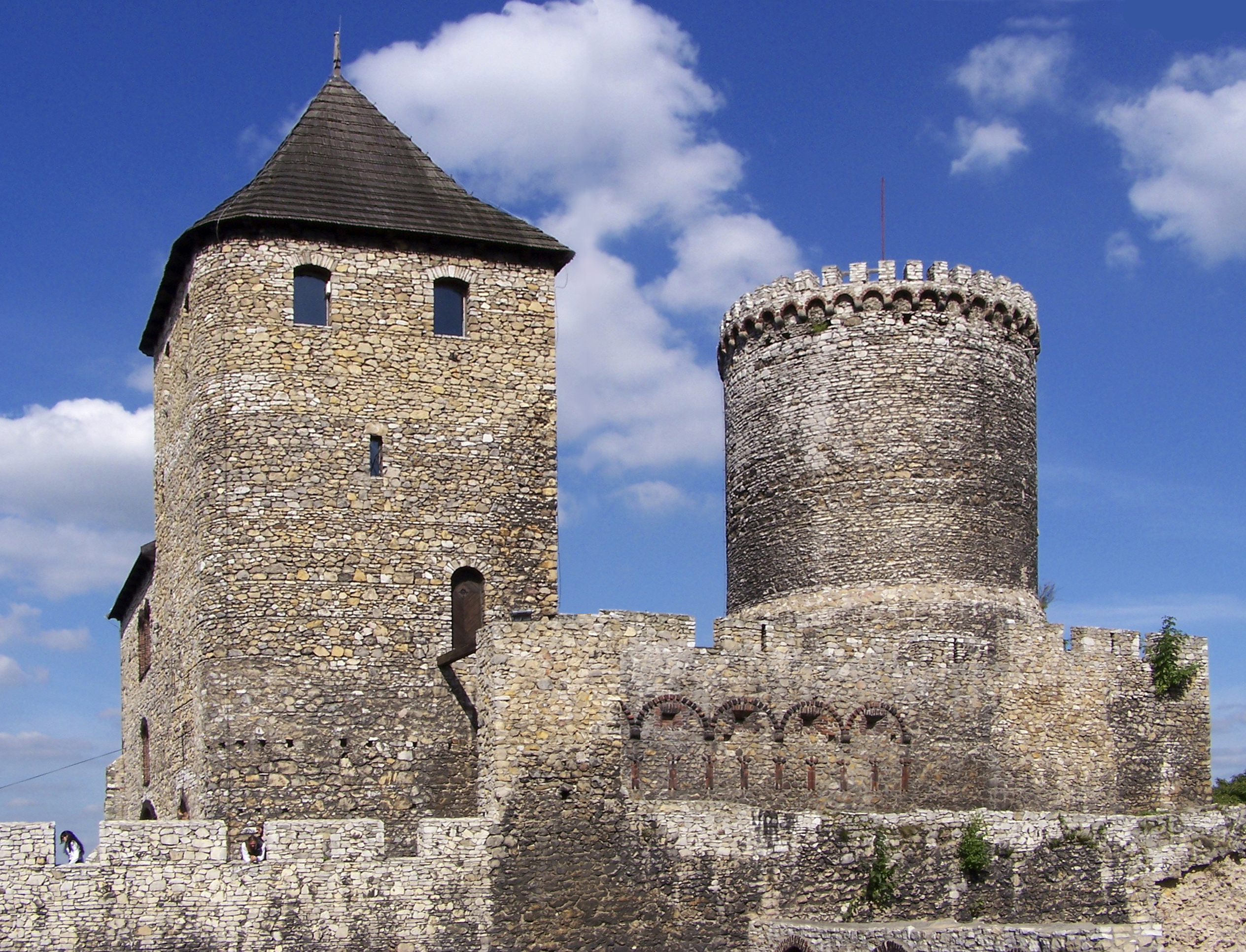
Zamek w Będzinie

Powiat będziński – powiat w Polsce, w województwie śląskim, utworzony 1 stycznia 1999 roku w ramach reformy administracyjnej. Jego siedzibą jest miasto Będzin.
Według danych z 31 grudnia 2023 roku powiat zamieszkiwało 144 997 osób. Natomiast według danych z 30 czerwca 2020 roku powiat zamieszkiwało 147 816 osób.

## Podział administracyjny powiatu
W skład powiatu wchodzą:
- gminy miejskie: Będzin, Czeladź, Sławków, Wojkowice
- gminy miejsko-wiejskie: Siewierz
- gminy wiejskie: Bobrowniki, Mierzęcice, Psary
- miasta: Będzin, Czeladź, Siewierz, Sławków, Wojkowice.

## Gminy
| Gmina                                          | Liczba ludności (2006) | Powierzchnia                       |
| ---------------------------------------------- | ---------------------- | ---------------------------------- |
| Będzin (miasto)                                | 58 538                 | 37,08 km²                          |
| Czeladź (miasto)                               | 34 076                 | 16,57 km²                          |
| Wojkowice (miasto)                             | 9396                   | 12,77 km²                          |
| Sławków (miasto)                               | 6853                   | 36,6 km²                           |
| Siewierz (w tym miasto) (w tym obszar wiejski) | 12 226 (5 458) (6 768) | 115,76 km² (38,22 km²) (77,54 km²) |
| Bobrowniki                                     | 11 248                 | 51,99 km²                          |
| Psary                                          | 11 329                 | 45,98 km²                          |
| Mierzęcice                                     | 7358                   | 51,27 km²                          |
| Razem                                          | 151 024                | 368,02 km²                         |

## O powiecie
Położony jest w centralnej części województwa śląskiego, w Zagłębiu Dąbrowskim, zajmuje powierzchnię 368 km², co plasuje go na 13 miejscu wśród powiatów i miast na prawach powiatu w regionie. Pod względem liczby ludności, która wynosi 151 tys. osób, powiat zajmuje 11. miejsce wśród wszystkich 36 powiatów i miast na prawach powiatu oraz 3. miejsce wśród 17 powiatów.
Powiat będziński jako samodzielna jednostka administracyjna został wydzielony z powiatu olkuskiego w 1867 roku, obejmując rozległy teren guberni piotrkowskiej o powierzchni 1390 km² i liczący 80 tys. mieszkańców. Wówczas leżał na jednym z najbardziej uprzemysłowionych obszarów Cesarstwa Rosyjskiego, zwanym Zagłębiem Dąbrowskim. W odrodzonej Polsce obejmował swym zasięgiem, z pewnymi przerwami, 4 miasta stanowiące dzisiaj centrum Zagłębia: Będzin, Czeladź, Dąbrowę Górniczą i Sosnowiec. W 1975 roku został zlikwidowany w wyniku reformy administracyjnej. Wówczas obejmował obszar 360 km² i liczył 124 tys. mieszkańców.
Głównym bogactwem naturalnym powiatu, podobnie jak całego regionu, był węgiel kamienny. Dlatego przez wiele lat o przemysłowym obliczu tej ziemi decydowało górnictwo. Na terenie Psar, w Strzyżowicach, powstała już w 1788 roku pierwsza kopalnia w Zagłębiu.
Obecnie przemysł wydobywczy, po likwidacji kopalń węgla kamiennego, reprezentują jedynie Górnicze Zakłady Dolomitowe w Siewierzu. Dzisiaj podstawową gałęzią powiatowej gospodarki jest prężnie rozwijająca się energetyka. Elektrownia Łagisza S.A. i Elektrociepłownia Będzin S.A. znajdują się w krajowej czołówce przedsiębiorstw tej branży. Ważną rolę odgrywa hutnictwo metali nieżelaznych (Huta Będzin S.A.). Uzupełnieniem jest drobna wytwórczość, rzemiosło i usługi.
Nie bez znaczenia są też tradycje handlowe powiatu, w którym Będzin i Siewierz wyróżniają się swym kupieckim rodowodem. Dołączyła do nich ostatnio Czeladź, na terenie której powstało centrum handlowe M1. Ogółem w powiecie zarejestrowanych jest blisko 12 tys. podmiotów gospodarczych.
Gospodarka rolna w powiecie pełni funkcję uzupełniającą w stosunku do innych dziedzin gospodarki, chociaż obejmuje ponad 4 tys. gospodarstw rolnych.

## Podstawowe dane statystyczne w roku 2007
- Powierzchnia
  - ogółem: 36 802 ha
  - grunty leśne: 7604 ha
- Ludność
  - Liczba ludności: 151 163 (2006)
  - Mężczyźni: 71 895
  - Kobiety: 79 268
  - Wskaźnik feminizacji: 110
  - Średnia gęstość zaludnienia: 415 osoby/km²
  - Przyrost naturalny: –4,7%
  - Wskaźnik urbanizacji: 75,7%
  - Stopa bezrobocia wynosi: 19,9%
- Infrastruktura
  - Liczba mieszkań: 60 262
  - Sieć wodociągowa: 705,7 km
  - Sieć kanalizacyjna: 240,8 km
  - Drogi publiczne o twardej nawierzchni:
    - powiatowe: 320,308 km
    - gminne: 316,6 km

  - Targowiska: 10
- Edukacja, kultura i ochrona zdrowia
  - Szkoły podstawowe: 40
  - Gimnazja: 25
  - Licea ogólnokształcące: 7
  - Licea profilowane: 2
  - Szkoły zawodowe: 5
  - Szkoły policealne: 9
  - Szkoły dla dorosłych: 9
  - Placówki przedszkolne: 48 (przedszkola: 36)
  - Żłobki: 4
  - Całodobowe placówki opiekuńczo-wychowawcze: 1
  - Biblioteki: 38
  - Muzea: 1
  - Kina: 1
- Sport i turystyka
  - Obiekty noclegowe zbiorowego zakwaterowania: 9
  - Kluby sportowe: 25
  - Szpitale: 3

Źródło: Województwo Śląskie 2007 US Katowice

## Demografia

### Liczba i struktura ludności

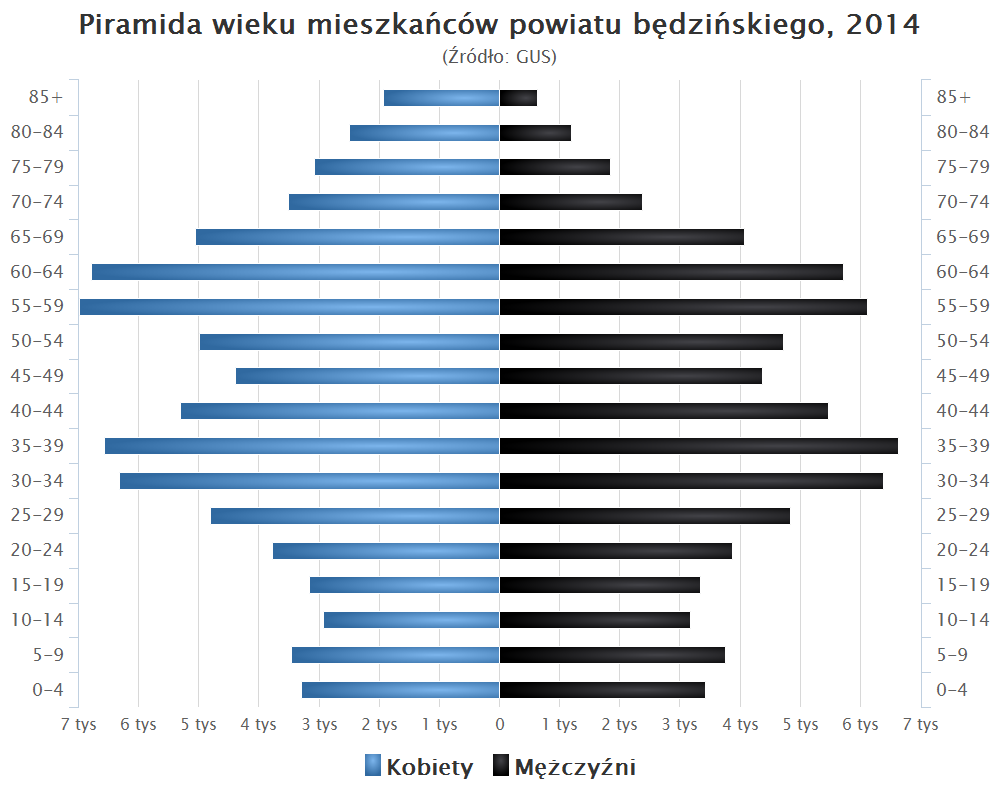
Piramida wieku mieszkańców powiatu będzińskiego w 2014 roku

Liczba ludności (dane z 30 czerwca 2007):
|        | Ogółem  | Ogółem | Kobiety | Kobiety | Mężczyźni | Mężczyźni |
| osób   | %       | osób   | %       | osób    | %         |           |
| ------ | ------- | ------ | ------- | ------- | --------- | --------- |
| Ogółem | 151 024 | 100    | 79 198  | 52,44   | 71 826    | 47,56     |
| Miasto | 114 321 | 75,70  | 60 110  | 39,80   | 54 211    | 35,90     |
| Wieś   | 36 703  | 24,30  | 19 088  | 12,64   | 17 615    | 11,66     |

▶Wieś vs ▶miasto
Ogółem (▶k, ▶m)
Miasto (▶k, ▶m)
Wieś (▶k, ▶m)

### Zmiany ludnościowe
- 1999 – 148 054
- 2000 – 147 320
- 2001 – 146 437
- 2002 – 152 094 (przyłączono miasto Sławków)
- 2003 – 151 519
- 2004 – 151 289
- 2005 – 151 231
- 2006 – 151 163
- 2007 – 151 024
- 2019 – 148 089[5]

## Rada powiatu
| Ugrupowania                       | 2002−2006   | 2006−2010 | 2010–2014 | 2014–2018  | 2018–2024  | 2024-2029                |
| --------------------------------- | ----------- | --------- | --------- | ---------- | ---------- | ------------------------ |
| Sojusz Lewicy Demokratycznej      | 14 (SLD-UP) | 8 (LiD)   | 8         | 8 (SLD LR) | 9 (SLD LR) | 7 (Lewica)               |
| Komitet Rozwoju Zagłębia          | 7           | 5         | 5         | 5          | 1          | -                        |
| Platforma Prawa i Obywateli       | 5           | –         | –         | –          | –          | -                        |
| Samoobrona                        | 1           | –         | –         | –          | –          | -                        |
| Platforma Obywatelska             | –           | 7         | 12        | 6          | –          | 7 (Koalicja Obywatelska) |
| Prawo i Sprawiedliwość            | –           | 5         | 2         | 7          | 6          | 5                        |
| Niezależna Wspólnota Samorządowa  | –           | 2         | –         | –          | –          | -                        |
| Inicjatywa Samorządowa            | –           | –         | –         | 1          | –          | -                        |
| Wspólnie dla Powiatu Będzińskiego | –           | –         | –         | –          | 8          | 6                        |
| KWW Marcin Lazar                  | –           | –         | –         | –          | 3          | -                        |

## Historia (kalendarium)
- 1867, 1 stycznia – utworzenie powiatu będzińskiego, jednego z ośmiu wchodzących w skład nowej guberni piotrkowskiej Królestwa Polskiego na powierzchni 1366,45 km².

Nowy powiat obejmował jedno miasto (Będzin), 8 osad: Siewierz, Czeladź, Modrzejów, Kromołów (od 1885), Włodowice, Mrzygłód, Żarki, Koziegłowy i 213 wsi, wchodzących w skład nowo powołanych gmin. Były to tereny, które później weszły w skład obecnych miast: Dąbrowa Górnicza, Sosnowiec i Zawiercie i Myszków, które w tym czasie były niewielkimi, aczkolwiek prężnie rozwijającymi się miejscowościami.
- 1874 – utworzono nową gminę nazwaną „górniczą”, w skład której weszły wsie: Stara Dąbrowa z koloniami, Zagórze, Sielec, Niwka, Klimontów, Konstantynów, Bobrek, Środula, Dańdówka, Józefów i Niepiekło oraz osada Modrzejów.
- 1885 – przyłączenie do guberni piotrkowskiej gminy Kromołów.
- 1889 – korekta granic powiatu – przyłączenie Zawiercia Małego z powiatu olkuskiego (wzrost powierzchni do 1390,6 km²).
- 1902, 10 czerwca – z miejscowości: Sosnowiec, Pogoń, Ostra Górka, Sielec, Kuźnica i Radocha utworzono miasto Sosnowiec (61 tys. mieszkańców).
- 1907 – powiat liczy 307104 mieszkańców
- 1909 – utworzenie gminy Zagórze poprzez wydzielenie z gminy górniczej wsi: Zagórze, Klimontów, Józefów, Bobrek, Niwka, Dańdówka oraz osady Modrzejów.
- 1912 – powiat obejmuje następujące gminy (z wsiami i osadami):
  - Bobrowniki: Bobrowniki, Gródków, Łagisza, Psary, Sączów, Siemonia, część Strzyżowic, Wojkowice Komorne i Żychcice (13 219 mieszkańców)
  - Choroń: Choroń, Gęzyn, Jastrząb, Kuźnica, Poraj (kancelaria gminy), Przybyłów, Zaborze (6 361 mieszkańców)
  - Gzichów: osada Czeladź (8 866 osób), wsie: Gzichów, Grodziec, Małobądz, Milowice, Preczów, Sarnów (łącznie 18 665 mieszkańców)
  - Dąbrowa Górnicza ze wsią Stara Dąbrowa oraz koloniami: Huta Bankowa, Łabędzka, Reden (kancelaria gminy), Ksawera, Mydlice, Niepiekło (24 997 mieszkańców)
  - Koziegłówki: Koziegłówki, Lgota, Markowice, Miłość, Mysłów, Oczko, Postęp, Rzeszew, Wojsławice, Winowno
  - Kromołów: osada Kromołów (3 817 mieszk.), wsie: Blanowice, Bzów, Kromołowskie, Łośnice, Morsko, Pomrożyce, Skarżyce, Zawiercie Wielkie, Zawiercie Małe (łącznie 32 319 mieszkańców)
  - Łosień: Błędów, Kuźnica Błędowska, Kuźniczka Nowa, Łosień, Łazy, Łęka, Okradzionów, Tucznababa, Trzebyczka (7 502 mieszkańców)
  - gmina Niegowa: Bobolice, Brzeziny, Dąbrowno, Gorzków, Hucisko, Ludwinów, Łutowiec, Moczydło, Mzurów, Niegowa, Niegówka, Ogorzelnik, Postaszowice, Tomiszowice, Trzebniew (7 793 mieszkańców)
  - gmina Olkusko-Siewierska (z siedzibą w Gołonogu): Gołonóg, Porąbka, Strzemieszyce Małe, Strzemieszyce Wielkie, Strzemieszyce Folwark, Ząbkowice (26 236 mieszkańców)
  - gmina Ożarowice: Celiny, Dobieszowice, Myszkowice, Niezdara, Ożarowice, Ossy, Pyrzowice, Rogoźnik, Tąpkowice (siedziba kancelarii), Twardowice, Wymysłów (6 920 mieszkańców)
  - Pińczyce: Będusz (kancelaria gminy), Dzierżawa, Dziewki, Kaźmierzów, Leśniaki, Mijaczew, Nowa Wieś, Pińczyce, Słowik, Szklana Huta, Stara Huta, Zabijak, Żelisławice (8 309 mieszkańców)
  - Poręba Mrzygłodzka: osada Mrzygłód (2 014 mieszk.) (kancelaria gminy), wsie: Dziechciarze, Krzemienda, Marciszew, Mrzygłódka, Niwki, Poręba Mrzygłodzka (7 005 mieszkańców)
  - Rokitno Szlacheckie: Bugaj, Ciągowice, Chruszczobród, Głazówka, Grabowa, Hutki, Kuźnica Masłońska, Łazy (kancelaria gminy), Młyńsk, Niegowonice, Niegowoniczki, Rokitno Szlacheckie, Turza Wielka, Wiesiółka (13 915 mieszkańców)
  - Rudnik Wielki: osada Koziegłowy (3 238 mieszk.) (kancelaria gminy), wsie: Gniazdów, Mzyki, Rudnik Wielki, Rudnik Mały, Siedlec, Wyłęgi
  - gmina Siewierz: osada Siewierz
  - Sulików (siedziba w Mierzęcicach): Boguchwałowice, Brudzowice, Gołuchowice, Góra Siewierska, Kuźnica Świętojańska, Mierzęcice (kancelaria gminy), Nowa Wieś, Piwoń, Przeczyce, Stronków, Sadowa, Sulików, Toporowice, Targoszyce, Zawada, Zendek (10 140 mieszkańców)
  - Włodowice: osada Włodowice (2 090 mieszk.), wsie: Góra Włodowska, Kosowska Niwa, Kręciwilk, Kotowice, Mirów, Nierada, Parkoszowice, Rudniki, Skałka (5 141 mieszkańców)
  - Wojkowice Kościelne: Brzękowice, Goląsza, Góra Siewierska, Dąbie, Malinowice, Sikorka, część Strzyżowic, Trzebiesławice, Tuliszów, Ujejsce, Warężyn, Wygiełzów, Wojkowice Kościelne (9 559 mieszkańców)
  - Zagórze: osada Modrzejów (3 816 mieszk.), wsie: Bobrek, Dańdówka, Józefów, Klimontów, Konstantynów, Niwka, kolonia Środula, Zagórze (łącznie 20 392 mieszkańców)
  - Żarki: osada Żarki (5 421 mieszk.), wsie: Cisówka, Dzierżna, Jaroszów, Jaworznik, Leśniów, Myszków, Masłoński Piec, Nowa Wieś Żarecka, Ostrów, Przewodziszowice, Połomia (ob. Połomia Żarecka), Wysoka, Zawada (6 917 mieszkańców).
- 1914 – okupacja Zagłębia Dąbrowskiego przez wojska austriackie i niemieckie (linia podziału stref okupacyjnych przebiegała wzdłuż linii kolejowej, dzieląc powiat na dwie części). W strefie niemieckiej znalazły się m.in.: Sosnowiec, Będzin, Grodziec i Zawiercie, w austriackiej – Dąbrowa Górnicza, Strzemieszyce, Zagórze, Niwka i Klimontów.
- 1915, 1 lipca (19 czerwca) – połączenie Zawiercia Dużego (dobra mrzygłockie) i Zawiercia Małego (dobra kromołowskie) w miasto Zawiercie.
- 1916
  - włączenie do Sosnowca Konstantynowa, Środuli ze Środulką, Milowic, Dębowej Góry, Modrzejowa oraz terenu dworu zagórskiego.
  - 18 sierpnia – utworzenie miasta Dąbrowa (w 1919 r. Rada Miejska zmieniła nazwę na Dąbrowa Górnicza).
  - utworzenie powiatu dąbrowskiego z miastem Dąbrowa Górnicza i gminami: Choroń (Poraj), Łosień, Niegowa, Gołonóg, Strzemieszyce Wielkie (powstała z byłej gminy olkusko-siewierskiej, z drugiej części stworzono gminę Niwka), Włodowice, Zagórze i Żarki. W 1917 r. utworzono gminy: Kromołów i Niwka.
  - niemiecki powiat będziński (z siedzibą w Sosnowcu) podzielono na 5 gmin miejskich (Sosnowiec, Będzin, Zawiercie, Czeladź i Mrzygłód) oraz 14 gmin wiejskich (m.in.: Koziegłowy, Mrzygłód, Pińczyce, Poraj, Rudnik Wielki, Siewierz, Wysoka).
- 1918 – Czeladź odzyskuje prawa miejskie.
- 1919, 2 sierpnia – ponowne scalenie powiatu będzińskiego i dąbrowskiego pod nazwą będzińsko-dąbrowski (w 1923 r. powrót do nazwy powiat będziński) w ramach nowo utworzonego województwa kieleckiego.
- 1923
  - 5 maja – zmiana granic pomiędzy m. Będzin a Dąbrową Górniczą (Rozporządzenie Rady Ministrów z 20 kwietnia 1923)
  - powiat obejmuje 5 miast, 23 gminy i 547 wsi; liczy 397 240 mieszkańców; powierzchnia (po kolejnych drobnych korektach w rejonie Zawiercia) liczy 1426 km² i 397 240 mieszkańców.
- 1925, 1 lipca – włączenie wsi Czatachowa z gminy Olsztyn w powiecie częstochowskim[12]
- 1927, 1 stycznia – wyodrębnienie z powiatu będzińskiego nowego powiatu zawierciańskiego (Dz.U. z 1926 r. nr 125, poz. 727) o powierzchni 943 km² i 111 258 mieszkańcach. Odtąd powiat będziński liczył 485,5 km² i 285 982 mieszkańców. W skład powiatu wchodzą:
  - 4 miasta (Będzin, Sosnowiec, Dąbrowa Górnicza, Czeladź)
  - 9 gmin (Bobrowniki, Grodziec, Łagisza, Wojkowice Kościelne, gmina Łosień, Zagórze, Niwka, Olkusko-Siewierska z siedzibą w Strzemieszycach oraz gmina Ożarowice).
- 1928 – skład powiatu:
  - miasto Będzin (16 km², 43 286 mieszk.)
  - miasto Sosnowiec (35 km², 100 178 mieszk.)
  - miasto Dąbrowa Górnicza (11,7 km², 33 868 mieszk.)
  - miasto Czeladź (2 389 morgów, 25 500 mieszk.)
  - gmina Bobrowniki (4 950 morgów, 13 096 mieszk.) – 6 wsi: Bobrowniki, Dobieszowice, Kamyce, Rogoźnik, Wojkowice Komorne, kolonie: Wesoła i Niebyła
  - gmina Grodziec (2 773 morgi, 8252 mieszk.)
  - gmina Łagisza (5 088 morgów, 7368 mieszk.) – 5 wsi: Gródków (z przysiółkiem Pustków-Gródków), Łagisza (z koloniami: Glinice, Stara Wieś, Goryż i Podłosie), Psary (z koloniami: Żurawiniec, Głębokie, Wańkowce, Parchówki, Cieluchowice, i Tadeusz), Sarnów (z kol. Górki), Preczów (z kol. Goląszka)
  - gmina Wojkowice Kościelne (11 468 mórg, 8355 mieszk.) – 16 wsi: Wojkowice Kościelne, Antoniów, Bielowizna, Brzękowice, Dąbie, Goląsza, Góra Siewierska, Malinowice, Marianki, Sikorka, Strzyżowice, Trzebiesławice, Tuliszów, Ujejsce, Warężyn oraz 7 kolonii: Zawodzie, Marcinów, Podwarpie, Podskale, Karsów, Pierkowskie, Pastwiska
  - gmina Łosień (7 306 morgów, 5413 mieszk.) – 10 wsi: Łosień, Błędów, Kuźnica Blędowska, Zagórcza, Kuźniczka Nowa, Łazy (z Wypaleniskami), Łęka, Okradzionów, Tuczna Baba, Trzebyczka
  - gmina Zagórze (2 917 morgów, 16 500 mieszk.) – 3 wsie: Zagórze, Klimontów (z kol. Klimontów, Rabka i Browar) i Józefów
  - gmina Niwka (2 538 mórg, 11 109 mieszk.) – 4 wsie: Niwka, Dańdówka, Bobrek, Bór z kol. Okrzei i Upadową
  - gmina Olkusko-Siewierska (16 758 mórg, 37 150 mieszk.) – 7 wsi z koloniami: Strzemieszyce Wielkie (z kol. Ciernica, Przełajka, Mojchowizna, Ostrowy i Grabocin), Strzemieszyce Małe (z kol. Zakawie i Lipówka), Strzemieszyce-folwark, Gołonóg (z kol. Laski, Tworzeń, Łęknice, Piekło, Stara Wieś, Krasowa, Babia Ława, Zając, Podłosie, Działki, Stacja, Dziewiąty, Trzydzisty i Jamki), Ząbkowice (z kol. Starosiedle), Porąbka (z kol. Kazimierz, Pekin, Zawodzie, Juliusz, Czarne Morze, Szmejka i Maczki), Niemce (z kol. Feliks)
  - gmina Ożarowice (10 198 mórg, 5540 mieszk.) – 11 wsi: Celiny, Myszkowice, Niezdara, Ossy, Ożarowice, Pyrzowice, Sączów, Siemonia, Tąpkowice (urząd gminy), Twardowice, Wymysłów.
- 1928; rozporządzeniem Rady Ministrów z dnia 19 marca 1928 r.[13] (z mocą obowiązującą od dnia 12 kwietnia 1928) utworzony został powiat miejski (starostwo grodzkie) w Sosnowcu, a tym samym wydzielono go z powiatu będzińskiego. Kierownictwo w nowo utworzonej jednostce objął z urzędu starosta powiatowy będziński, którym od 1928 aż do wybuchu II wojny światowej był Józef Boksa.
- 1939
  - 20 listopada – włączenie powiatu do Rzeszy; powiat pod okupacją niemiecką obejmuje 3 miasta i 63 gminy; powiat wchodzi w skład nowo utworzonej rejencji katowickiej (Regierungsbezirk Kattowitz) w prowincji pruskiej Śląsk (Schlesien);
  - 29 grudnia – wprowadzenie nazwy Bandyn, zmienionej w 1940 r. na Bendzin.
- 1941
  - 18 stycznia – z terenów rejencji katowickiej i opolskiej utworzono nową prowincję Górny Śląsk (Oberschlesien);
  - 21 maja – zmiana nazwy powiatu na Bendsburg.
- 1942 – według niemieckich danych powiat składa się z 7 gmin i 6 miast; zajmuje obszar 840,7 km² i liczy 272 738 mieszkańców.
- 1945
  - 1 stycznia – Landkreis Bendsburg obejmuje 3 miasta (Bendsburg, Czeladz, Dombrowa) i 66 gmin (Antoniow, Bielowizna, Blendow, Bobrek, Bobrowniki, Bor, Brzenkowice, Celiny, Dandowka, Dobieszewice, Dombie, Golenza, Golonog, Gora Siwierska, Grodkow, Grodziec, Groß Strzemieszyce, Jozefow, Kamyce, Klein Strzemieszyce, Klimontow, Kuzniczka Nowa, Lazy, Lenka, Losien, Maczki, Malinowice, Marianki, Myschkowitz, Niemce, Niezdara, Niwka, Okradzionow, Ossy, Ostrowy, Ozarowice, Porombka, Preczow, Psary, Pyrzowitz, Rogoznik, Sarnow, Siemonia, Sikorka, Sonczow, Strzemieszyce, Strzemieszyce-Vorwerk, Strzyzowice, Tompkowitz, Trzebieslaw, Trzebyczka, Tucznababa, Tuliszow, Twardowice, Ujejsce, Warenzyn, Wojkowice-Komorne, Wojkowice-Koscielne, Wygielzow, Wymyslaw, Zagorze, Zombkowitz, Zychcice);
  - na mocy dekretu Prezydium KRN z 7 lipca 1945 r. powiat będziński (oraz zawierciański) przyłączono do województwa śląsko-dąbrowskiego (później zwanego katowickim, z krótką przerwą kiedy województwo nosiło miano województwa stalinogrodzkiego)
- 1948
  - 22 marca – utworzenie powiatu grodzkiego w Będzinie – wyłączenie obszaru miasta z powiatu ziemskiego (miasto wydzielone); prezydent miasta zostaje starostą grodzkim (taka sytuacja utrzymała się do 1 VI 1975 r., kiedy zlikwidowano powiaty);
  - przemianowanie wsi Niemce na Ostrowy Górnicze.
- 1949
  - 3 stycznia – miasto Dąbrowa Górnicza zostaje wyłączona z powiatu będzińskiego i staje się miastem wydzielonym.
  - 30 kwietnia – rozporządzenie wojewody śląsko-dąbrowskiego dokonujące ponownego podziału gmin na gromady
  - nieudana próba włączenia do powiatu gminy Mierzęcice oraz Siewierza (z powiatu zawierciańskiego).
- 1950, 18 stycznia – rozporządzenie Ministra Administracji Publicznej (weszło w życie 7 II 1950) w sprawie zniesienia z dniem 1 stycznia gmin wiejskich: Olkusko-Siewierskiej, Wojkowice Kościelne i Ożarowice
  - wyłączenie z gminy wiejskiej Olkusko-Siewierskiej gromad: Gołonóg, Ząbkowice, Kazimierz, Maczki, Ostrowy Górnicze oraz Porąbka i utworzenie z nich gminy wiejskiej o charakterze miejskim Kazimierz
  - utworzenie w miejsce gminy Olkusko-Siewierskiej gminy wiejskiej o charakterze miejskim Strzemieszyce Wielkie
  - utworzenie w miejsce gminy Ożarowice gminy wiejskiej Sączów
  - wyłączenie z nowo utworzonej gminy Sączów gromady Wymysłów i włączenie jej do gminy Bobrowniki
  - wyłączenie z likwidowanej gminy Wojkowice Kościelne gromad:
    - Góra Siewierska – włączenie jej do gminy wiejkiej Bobrowniki
    - Brzękowice, Dąbie, Goląsza i Malinowice – włączenie ich do gminy wiejskiej Łagisza

  - włączenie pozostałej części znoszonej gminy wiejskiej Wojkowice Kościelne do gminy wiejkiej Ząbkowice
- 1951
  - 1 kwietnia – wyłączenie miasta Czeladź z powiatu będzińskiego i utworzenie powiatu miejskiego Czeladź; wyłączenie z obszaru Będzina kolonii Małobądz i włączenie jej do powiatu miejskiego Czeladź (ustalenie nowego przebiegu granicy między miastami) (Rozporządzenie Rady Ministrów z dnia 17 marca 1951 r. w sprawie zniesienia i zmiany granic niektórych powiatów oraz utworzenia i zmiany granic niektórych miast, stanowiących powiaty miejskie w województwie katowickim)
  - 28 lipca – nadanie gminie Grodziec praw miejskich (miasto o powierzchni 16 km² i 10,5 tys. mieszkańców) (Rozporządzenie Prezesa Rady Ministrów z dnia 28 lipca 1951 r. w sprawie nadania ustroju miejskiego niektórym gminom w województwie katowickim, obowiązujące od 8 VIII 1951).
- 1953, 1 stycznia – wyłączenie z gminy Strzemieszyce Wielkie część gromady Grabocin i włączenie jej do gminy Kazimierz (rozporządzenie Rady Ministrów z 14 X 1952).
  - 12 września – na mocy rozporządzenia Rady Ministrów z 22 VIII 1953 r.:
    - wyłączenie z gminy Łosień gromady Trzebyczka i włączenie jej do gminy Łazy w powiecie zawierciańskim
    - włączenie gminy Niwka (z Bobrkiem i Dańdówką) do miasta Sosnowiec (jednocześnie wymiana gruntów między miastami Sosnowiec i Mysłowice – m.in. z obszaru Sosnowca wyłączono grunty położone na prawym brzegu Czarnej Przemszy; ponadto przyłączenie część kolonii Brazylia z obszaru Sosnowca do Czeladzi)
    - wyłączenie części obszaru gminy Gołonóg oraz części gminy Strzemieszyce Wielkie i włączenie ich do miasta Dąbrowa Górnicza
- 1954
  - ustawą z 29 września zlikwidowano gminy, a w ich miejsce powołano gromady jako mniejsze jednostki administracyjne (zlikwidowane 1 I 1973) (patrz zestawienie: 1956)
  - 13 listopada – na mocy ustawy z 25 września 1954 r. o osiedlach i radach narodowych osiedli oraz rozporządzenia Rady Ministrów z 7 października 1954 r. – następujące gromady otrzymują status osiedla typu miejskiego:
    - Kazimierz (315 ha, 4 tys. mieszkańców)
    - Klimontów (615 ha, 8,5 tys. mieszkańców)
    - Wojkowice Komorne (755 ha, 9 tys. mieszkańców)
    - Zagórze (1132 ha, 9 tys. mieszkańców).

  - 13 listopada – Strzemieszyce Wielkie otrzymują status miasta
- 1956, 1 stycznia – na mocy rozporządzenia Rady Ministrów z 3 XII 1955 r. następujące gromady otrzymały status osiedla typu miejskiego:
  - Ostrowy Górnicze (552 ha, 4 tys. mieszkańców)
  - Porąbka (1117 ha, 8 tys. mieszkańców)
  - Ząbkowice (1957 ha, 7 tys. mieszkańców);
- w skład powiatu wchodzą 2 miasta, 7 osiedli i 22 gromady:
  - miasto Grodziec (15,93 km²)
  - miasto Strzemieszyce Wielkie (18,68 km²)
  - osiedle Kazimierz (3,15 km²)
  - osiedle Klimontów (6,13 km²)
  - osiedle Ostrowy Górnicze (5,52 km²)
  - osiedle Porąbka (11,17 km²)
  - osiedle Wojkowice Komorne (7,55 km²)
  - osiedle Zagórze (11,32 km²)
  - osiedle Ząbkowice (19,57 km²)
  - gromada Błędów (wsie: Błędów i Łazy ze zniesionej gminy Łosień)
  - gromada Bobrowniki (wieś Bobrowniki)
  - gromada Dąbie (wsie: Brzękowice, Dąbie i Goląsza ze zniesionej gminy Łagisza)
  - gromada Dobieszowice (wsie: Dobieszowice i Wymysłów z gminy Bobrowniki)
  - gromada Gołonóg
  - gromada Łagisza (Łagisza i Gródków-Pustkowie oraz kol. Jazowe)
  - gromada Łosień (Łęka i Łosień)
  - gromada Maczki (Cieśle i Stare Maczki z gminy Sławków w pow. olkuskim oraz Maczki z gminy Kazimierz)
  - gromada Okradzionów (Kuźniczka Nowa i Okradzionów z gminy Łosień oraz przysiółki: Rudy Łazowskie i Wypaleniska z gromady Łazy)
  - gromada Ożarowice (Ożarowice i Pyrzowice z gminy Sączów)
  - gromada Psary (Gródków i Psary z gminy Łagisza)
  - gromada Rogoźnik (z gminy Bobrowniki)
  - gromada Sarnów (Malinowice, Preczów, Sarnów z gminy Łagisza oraz Marianki, Kostury, Bielowizna i Warężyn z gminy Ząbkowice)
  - gromada Sączów (Sączów i Celiny z gm. Sączów)
  - gromada Siemonia (Siemonia, Myszkowice i Twardowice z gminy Sączów)
  - gromada Strzemieszyce Małe (z gminy Strzemieszyce Wielkie)
  - gromada Strzyżowice (Góra Siewierska i Strzyżowice z gminy Bobrowniki)
  - gromada Tąpkowice (Niezdara, Ossy i Tąpkowice z gminy Sączów)
  - gromada Tuczna Baba (Sikorka z gminy Ząbkowice i Tuczna Baba (później Tucznawa) z gminy Łosień)
  - gromada Ujejsce (Trzebiesławice i Ujejsce z gminy Ząbkowice)
  - gromada Wojkowice Kościelne (Warężyn, Tuliszów i Wojkowice Kościelne z gminy Ząbkowice)
  - gromada Żychcice (Kamyce i Żychcice z gminy Bobrowniki).
- 1957, 1 stycznia – Gołonóg otrzymuje status osiedla typu miejskiego. Gromady Ożarowice i Tąpkowice zostają przeniesione do powiatu tarnogórskiego.
- 1958,
  - 1 stycznia gromada Maczki otrzymuje status osiedla (1332 ha, 2 tys. mieszkańców).
  - 1 stycznia – osiedle Sławków (18 km², 5 tys. mieszk.) w pow. olkuskim otrzymuje prawa miejskie
- 1960, 31 grudnia – wyłączenie osiedla Gołonóg z pow. będzińskiego i przyłączenie go do miasta Dąbrowa Górnicza; do Będzina przyłączono tereny o powierzchni 11 ha, które wyłączono z m. Sosnowiec (rozporządzenia Rady Ministrów z 29 grudnia 1960).
- 1961, 31 grudnia do Wojkowic przyłączono gromadę Żychcice-Kamyce o powierzchni 5,2 km².
- 1962, 18 lipca – następujące osiedla otrzymują prawa miejskie:
  - Wojkowice (13 km² i 10 tys. mieszk.)
  - Ząbkowice (18 km², 8 tys. mieszk.)
  - Siewierz (31 km², 4 tys. mieszk.) (wówczas w pow. zawierciańskim).
- 1963, 30 czerwca – zmiana granic pow. będzińskiego poprzez włączenie do Dąbrowy Górniczej jeziora Pogoria i otaczających go terenów leśnych (161,20 ha) z miasta Ząbkowice oraz wyłączenie z Dąbrowy Górniczej kolonii Jamki z terenami leśnymi (339,30 ha) i włączenie jej do miasta Strzemieszyce Wielkie (Rozporządzenie RM z 22 V 1963)
- 1967
  - 1 stycznia – do pow. będzińskiego (do gromady Tucznawa włączono z pow. zawierciańskiego (z gromady Chuszczobród) wieś i kolonię Bugaj oraz część terenów wsi Trzebyczka (lasy państwowe i łąki) o łącznej powierzchni 227,45 ha (rozp. RM z 17 X 1966);
  - stuletni powiat liczy 360 km² i 118 tys. mieszkańców. 5 osiedli otrzymuje prawa miejskie:
    - Kazimierz Górniczy (z połączonych osiedli: Kazimierz i Ostrowy Górnicze) (8 km², 9 tys. mieszk.)
    - Klimontów (6 km², 9 tys. mieszk.)
    - Łagisza (8 km²; 4,5 tys. mieszk.)
    - Porąbka (11 km², 9 tys. mieszk.)
    - Zagórze (12 km², 12 tys. mieszk.).
- 1973 – 1 stycznia
  - na mocy Ustawy z 29 listopada 1972 r. o utworzeniu gmin i zmianie ustawy o radach narodowych następuje likwidacja gromad i reaktywowanie gmin; w pow. będzińskim powstaje 5 gmin:
    - Bobrowniki
    - Psary
    - Łosień
    - Ząbkowice
    - Wojkowice Kościelne.

  - Gminę Ożarowice włączono do powiatu tarnogórskiego.
  - przyłączenie miasta Łagisza do Będzina.
  - przyłączenie do miasta Kazimierz Górniczy miasta Porąbka.
- 1975, 27 maja – na mocy rozporządzenia RM z 22 V 1975 r.:
  - przyłączenie do miasta Ząbkowice gmin wiejskich: Łosień, Wojkowice Kościelne i Ząbkowice
  - włączenie do Będzina miasta Grodźca.
  - przyłączenie do Dąbrowy Górniczej miasta Strzemieszyce Wielkie
  - przyłączenie do Sosnowca miast: Kazimierza Górniczego (z Porąbką), Klimontowa, Zagórza oraz osiedla Maczki.

1 czerwca – reforma administracyjna Polski – zniesienie powiatów (rozporządzenie RM z 30 V 1975 r.)
- 1977, 1 lutego (na mocy rozporządzenia Rady Ministrów z 25 I 1977 o zniesieniu miast Jeleń, Wojkowice i Ząbkowice):
  - przyłączenie do Będzina miasta Wojkowice.
  - włączenie do miasta Dąbrowa Górnicza części miasta Ząbkowice (obszar Ząbkowic sprzed 1975 r. oraz dawna gmina Łosień: Bugaj, Sikorka, Tucznawa, Ujejsce, Błędów, Kuźniczka Nowa, Łazy, Łęka, Łosień, Okradzionów i Rudy), a pozostałej część (d. gmina Wojkowice Kościelne – sołectwa: Podwarpie, Trzebiesławice, Tuliszów, Warężyn i Wojkowice Kościelne) do gminy Siewierz;
  - włączenie Dąbrowy Górniczej miasta Sławków (do 1975 był w powiecie olkuskim).
- 1984, 15 marca
  - Sławków po usilnych staraniach odzyskuje samodzielność jako miasto (3660 ha), odłączając się od Dąbrowy Górniczej (Rozporządzenie Prezesa Rady Ministrów z 3 marca 1984 r. w sprawie utworzenia miast).
  - do Dąbrowy Górniczej włączono z gminy Siewierz sołectwa: Marianki (223 ha) i Ratanice (Rozporządzenie Ministra Administracji i Gospodarki Przestrzennej z 3 marca 1984 r.).
- 1990 utworzenie urzędu rejonowego w Będzinie z rejonem (quasi-powiatem) obejmującym gminy Bobrowniki i Psary oraz miasta Będzin, Czeladź, Dąbrowa Górnicza i Sosnowiec; urząd działał do 1999 r., kiedy został przemianowany na starostwo powiatowe
- 1992, 1 stycznia
  - rozporządzeniem Rady Ministrów z 2 grudnia 1991 r. Wojkowice odzyskują samodzielność miejską na obszarze 1277,23 ha (10 tys. mieszkańców), poprzez wyłączenie z miasta Będzina
  - połączenie miasta Siewierz z gminą Siewierz w jedną gminę (Rozporządzenie Rady Ministrów z 26 września 1991 r.).
- 1993, 1 stycznia
  - do Dąbrowy Górniczej przyłącza się z gminy Siewierz wieś Trzebiesławice o powierzchni 1013,89 ha (Rozporządzenie Rady Ministrów z 19 grudnia 1992 r.).
- 1999, 1 stycznia – reaktywowanie w Polsce powiatów, w tym powiatu będzińskiego w nowych granicach.
- 2002, 1 stycznia – włączenie do powiatu będzińskiego jako eksklawy miasta Sławkowa, przeniesionego z powiatu olkuskiego w woj. małopolskim.

## Zabytki

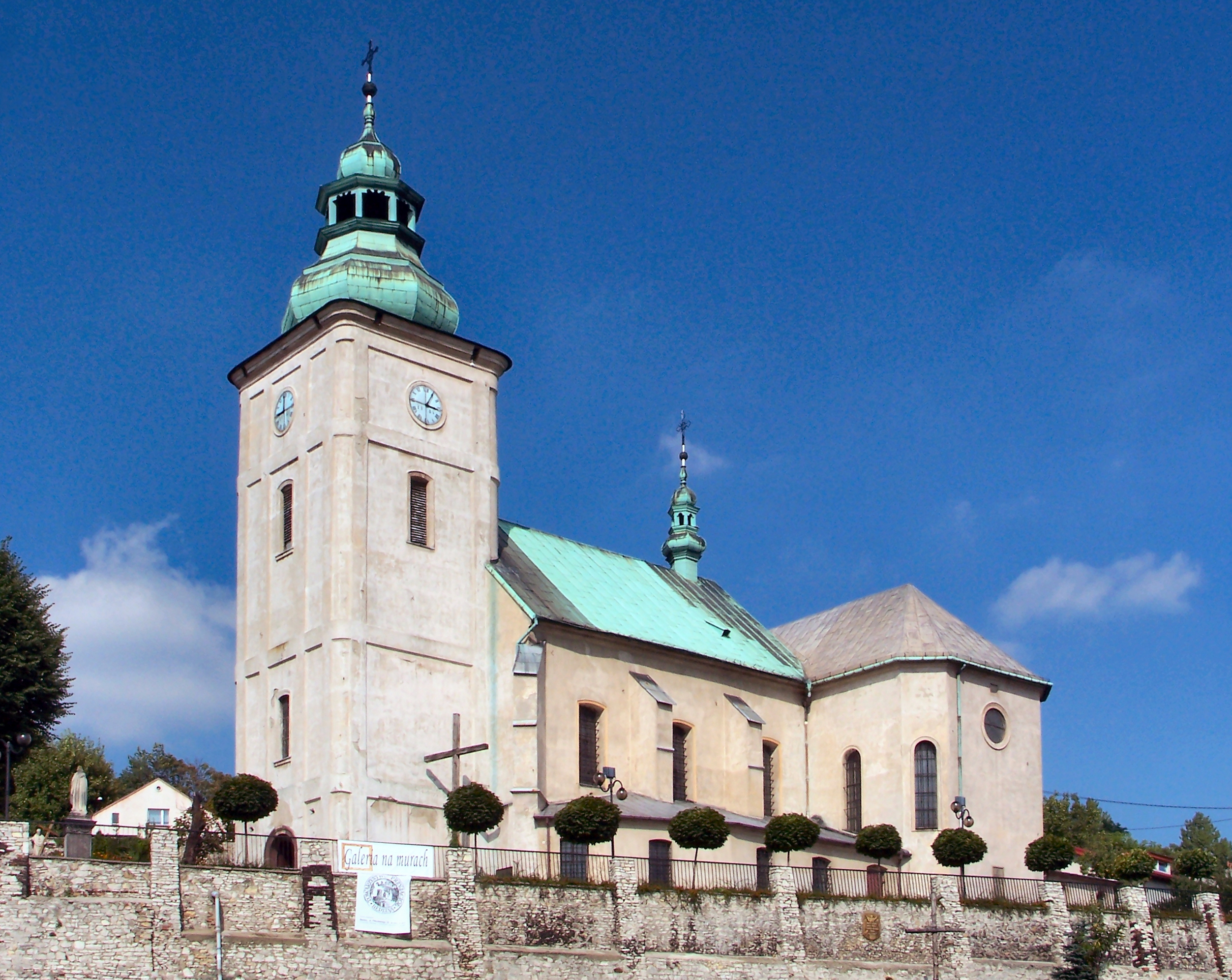
Kościół św. Trójcy

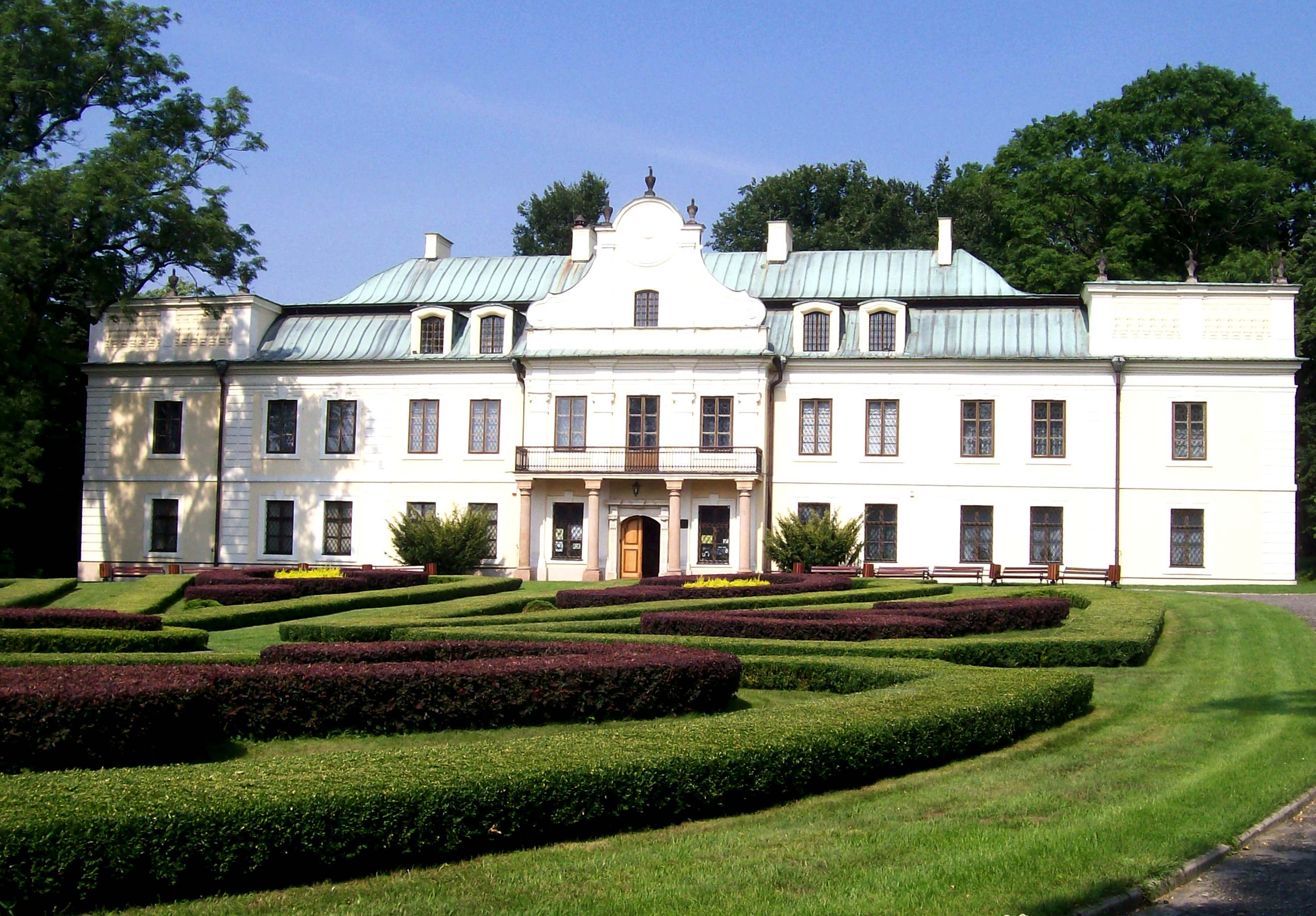
Pałac Mieroszewskich

Do najważniejszych zabytków na terenie powiatu będzińskiego należą:

### gmina Będzin
- układ urbanistyczny miasta wraz ze wzgórzem zamkowym,
- zamek królewski z XIV wieku,
- fragment murów miejskich z XIV wieku;
- kościół parafialny pw. św. Trójcy z XIV wieku;
- kościół cmentarny pw. św. Tomasza z Canterbury z XVIII wieku;
- zespół parkowo-pałacowy Mieroszewskich z XVIII wieku w dzielnicy Gzichów;
- grodzisko wczesnośredniowieczne na wzgórzu Dorotka w dzielnicy Grodziec;
- kościół parafialny pw. św. Katarzyny z XVIII wieku w dzielnicy Grodziec;
- Kościół filialny pw. św. Doroty z XVII wieku w dzielnicy Grodziec;
- zespół parkowo-pałacowy Ciechanowskich z XIX wieku w dzielnicy Grodziec;
- cmentarz żydowski na Górze Zamkowej z XIX wieku;
- Dworzec PKP Będzin z XIX wieku;
- budynek Banku Śląskiego przy ul. Sączewskiego;
- gmach dawnego Starostwa Powiatowego z 1911 roku przy ul. Sączewskiego;
- kamienice w Śródmieściu;
- zespół zabudowy byłej Cementowni „Grodziec”;
- zespół zabudowy Kopalni Węgla Kamiennego „Grodziec”;
- Kompleksy zabudowy robotniczej w dzielnicy Grodziec.

### gmina Bobrowniki
- kościół pw. św. Wawrzyńca z XVII wieku w Bobrownikach z ołtarzem barokowym i dzwonami gdańskimi (jedyna w południowo-zachodniej Polsce świątynia drewniana dwuwieżowa);
- kościół pw. św. Jakuba z XIX wieku w Sączowie;
- kościół pw. Wszystkich Świętych z XIX wieku w Siemoni;
- dworek z I połowy XVII wieku w Dobieszowicach;
- kapliczki z XIX wieku w Bobrownikach, Dobieszowicach, Myszkowicach, Sączowie i Twardowicach;
- cmentarzysko kultury łużyckiej w Siemoni.

### gmina Czeladź
- średniowieczny układ historyczny miasta z centralnie położonym rynkiem;
- neoromański kościół parafialny pw. Św. Stanisława Biskupa i Męczennika (zbudowany w latach 1905–1911);
- dom przy ul. Rynkowej 2 (dawny zbór ariański z XVII wieku);
- dom przy ul. Kościelnej 2 (XVIII w.).
- drewniane domy mieszkalne z XVIII-XIX wieku;
- kapliczka przydrożna z figurą Chrystusa Salwatora przy ul. Wojkowickiej (XIX w.);
- układ urbanistyczny dzielnicy Piaski wraz z zabudową mieszkaniową i towarzyszącą, kościołem, domem katechetycznym,
- domami urzędniczymi i willami (wszystkie zaprojektowane i wykonane w unikatowym w Polsce stylu architektury francuskiej początku wieku);
- obiekty na terenach dawnej Kopalni Węgla Kamiennego „Saturn” i osiedlach z nią związanych.

ogółem na terenie miasta Czeladź znajduje się 6 obiektów zabytkowych pod ochroną prawną i 131 obiektów zabytkowych pod ochroną konserwatorską

### gmina Mierzęcice
- cmentarzysko kultury łużyckiej w Przeczycach badane w latach 1961–1962 (odkryto 879 grobów szkieletowych i ciałopalnych, wyposażonych m.in. w ceramikę, wyroby metalowe);
- obozowiska z epoki mezolitu w Boguchwałowicach;
- kościół parafialny pw. św. Mikołaja w Targoszycach;
- kapliczki przydrożne w Mierzęcicach, Niwiskach, Nowej Wsi, Przeczycach i Toporowicach;
- pojedyncze domy, zagrody i chałupy na terenie całej gminy.

### gmina Psary

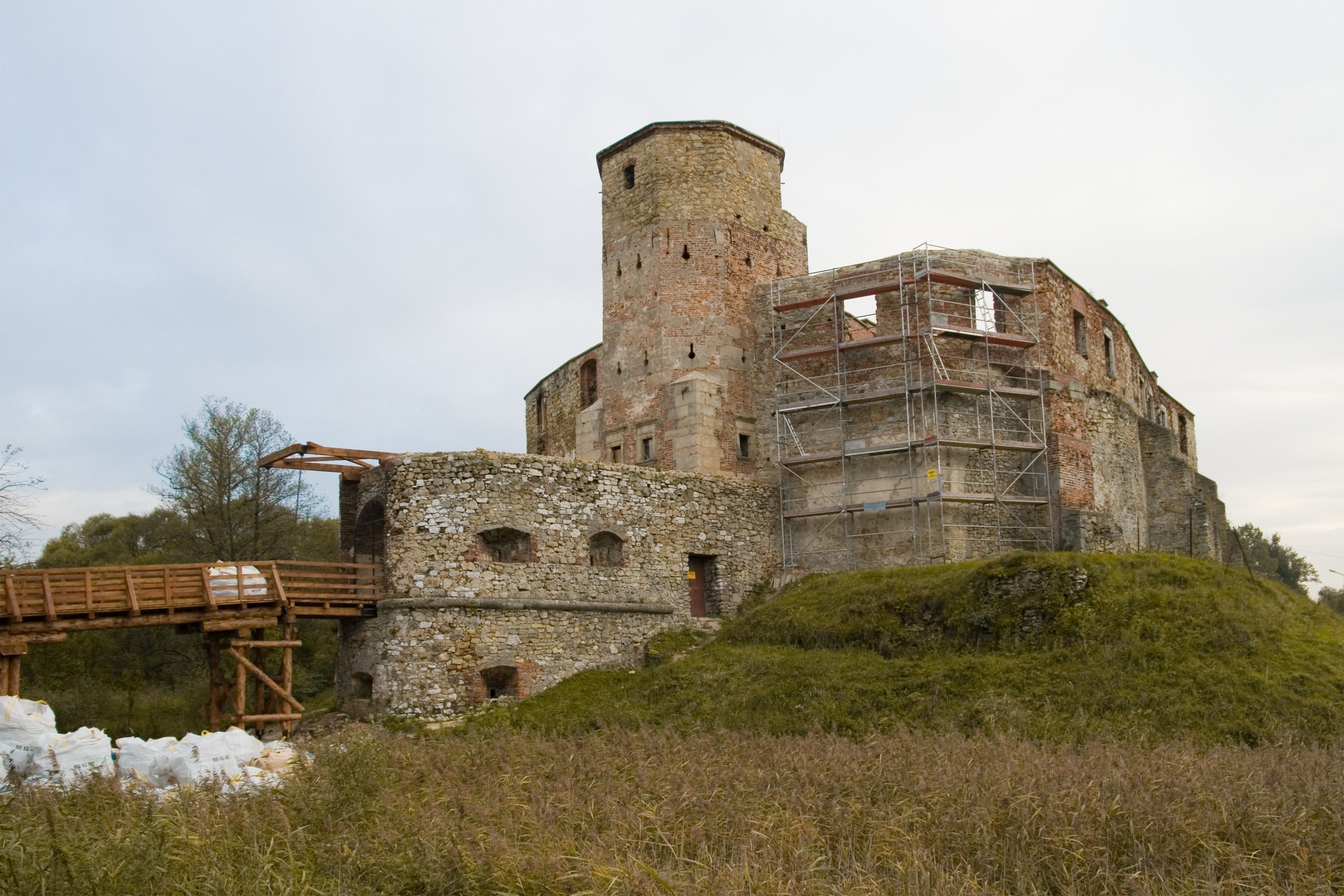
Ruiny zamku biskupów krakowskich

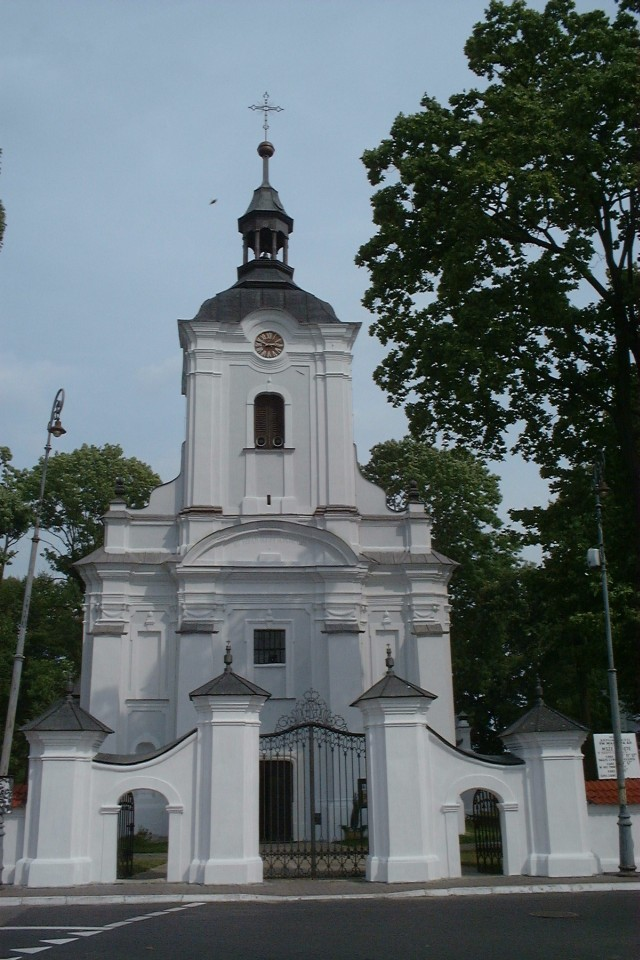
Kościół św. Macieja

- szczątki cmentarzyska prasłowiańskiego na wzgórzu Monglinica;
- 3 kapliczki przydrożne z XIX wieku w Brzękowicach Dolnych i Dąbiu;
- ruiny dworu w Malinowicach z fragmentami starej zabudowy folwarcznej;
- chałupy drewniane z początku XX wieku w Dąbiu Chrobakowym, Dąbiu Dolnym, Goląszy Dolnej i Górnej, Brzękowicach Górnych, Preczowie, Psarach, Sarnowie i Strzyżowicach;
- kościół parafialny pw. św. Piotra i Pawła w Psarach.

ogółem na terenie gminy Psary znajdują się 3 obiekty zabytkowe pod ochroną prawną i 25 obiektów zabytkowych pod ochroną konserwatorską

### gmina Siewierz
- średniowieczny układ historyczny miasta z centralnie położonym rynkiem;
- ruiny zamku gotycko-renesansowego z I połowy XIV wieku, przebudowanego w latach 1530–1574 przez biskupów krakowskich;
- Kościół pw. św. Jana Chrzciciela w Siewierzu z I połowy XII wieku na cmentarzu przy drodze Katowice – Warszawa;
- kościół parafialny pw. św. Macieja Apostoła z 1. połowy XV wieku (ostateczny kształt uzyskał w latach 1782–1784);
- kościół dawnej parafii szpitalnej pw. św. Barbary i Walentego z 1618 roku;
- późnoklasycystyczny budynek dawnego urzędu gminy z początku XIX wieku;
- kamienica mieszczańska z XVIII wieku w rynku;
- domy drewniane z XVIII-XIX wieku;
- kościół romański pw. św. Marcina i Doroty z lat 1200–1229 w Wojkowicach Kościelnych;
- kaplica grobowa Zalassowskich z XVIII wieku w Żelisławicach.

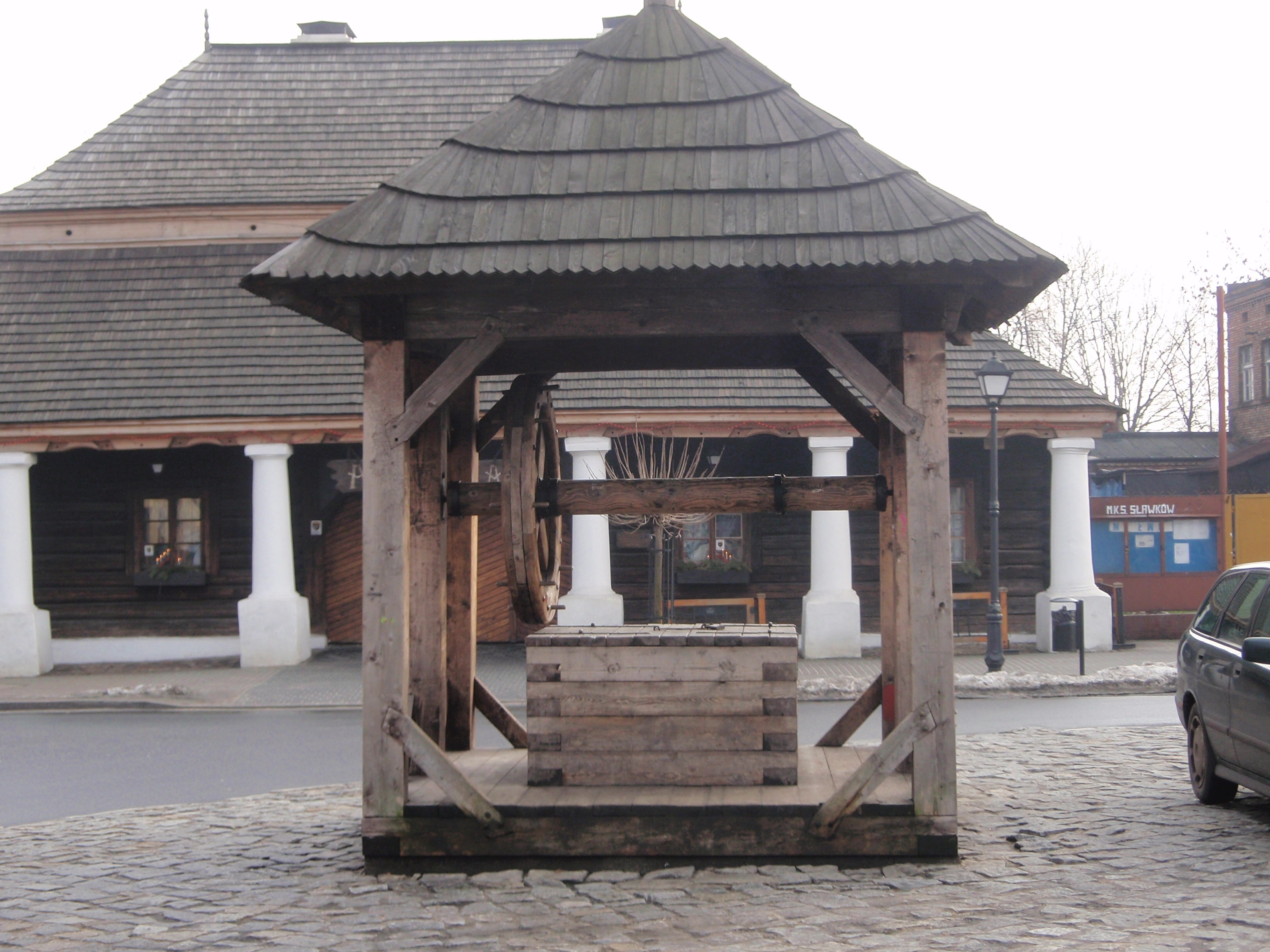
Studnia i karczma przy sławkowskim rynku

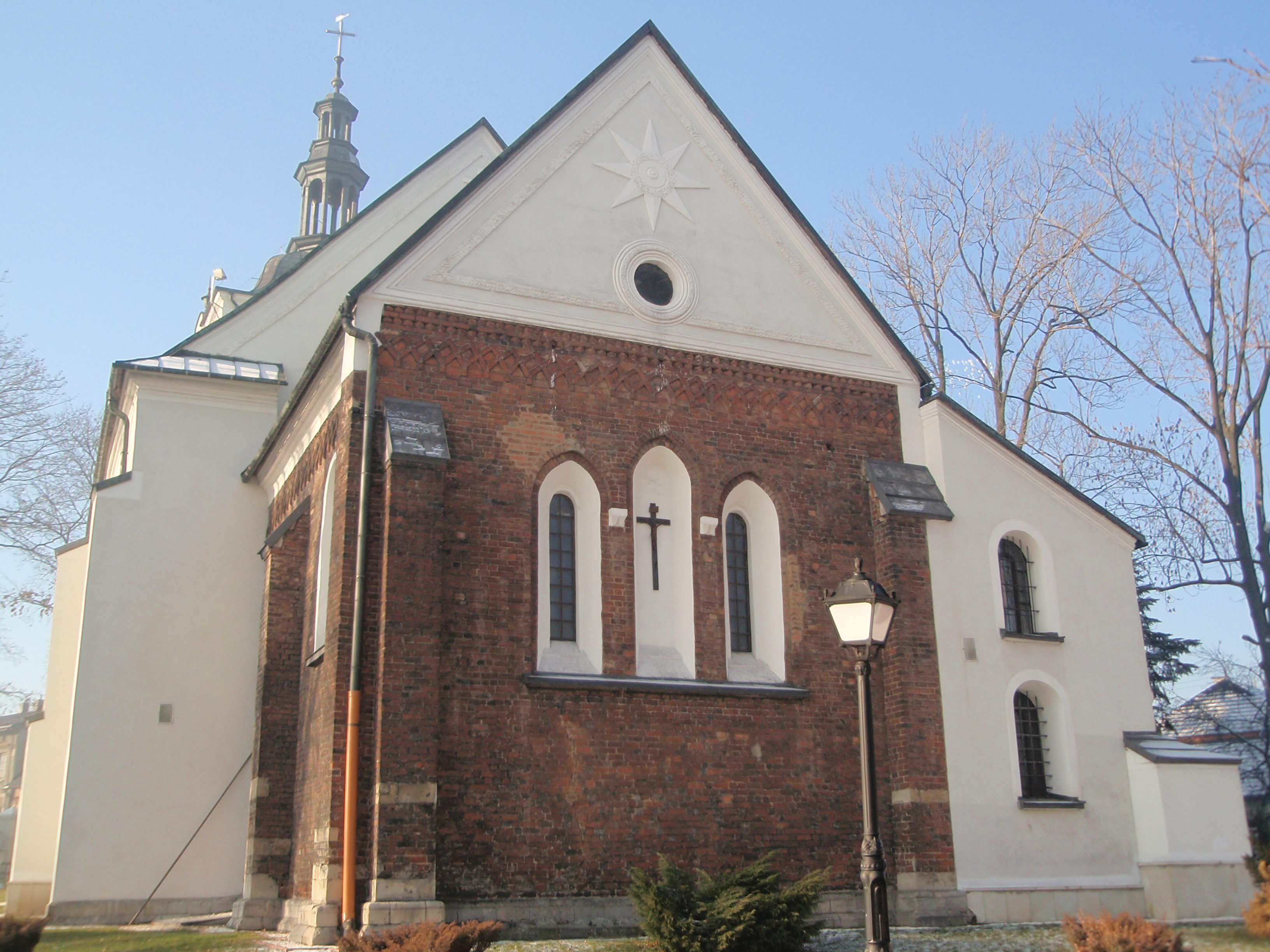
Kościół pw. św. Mikołaja i Podwyższenia Krzyża Świętego w Sławkowie, połowa XIII w.

### gmina Sławków
- układ architektoniczny starego miasta;
- stara Karczma z 1701 r. na sławkowskim rynku;
- odrestaurowana studnia na sławkowskim rynku;
- kapliczka św. Jana Nepomucena;
- kapliczka słupowa św. Rozalii z 1536 r.;
- wczesnogotycki Kościół Podwyższenia Krzyża Świętego i św. Mikołaja;
- kaplica św. Marka na cmentarzu parafialnym;
- kościółek św. Jakuba z 1827 r. wybudowany na fundamentach XIII-wiecznego klasztoru św. Ducha;
- ruiny zamku biskupów krakowskich, wybudowanego w latach osiemdziesiątych XIII w przez Pawła z Przemankowa;
- dwór biskupi z XVIII w.;
- budynek szpitala górniczego z 1758 r.;
- XVIII-wieczny dom z podcieniami przy ul. Biskupiej;
- cmentarz żydowski z początku XX w.

### gmina Wojkowice
- kościół parafialny pw. św. Antoniego z roku 1928;
- kościół parafialny pw. NMP w Żychcicach;
- kapliczka przy ul. Głowackiego;
- zespół zabudowy Kopalni Węgla Kamiennego „Jowisz” wraz z osiedlem robotniczym przy ul. Mickiewicza i Morcinka;
- cmentarze przy ul. Licealnej i Karłowicza;
- pojedyncze budynki na obszarze całego miasta.

## Sąsiednie powiaty
- Dąbrowa Górnicza (miasto na prawach powiatu)
- Jaworzno (miasto na prawach powiatu)
- Sosnowiec (miasto na prawach powiatu)
- Katowice (miasto na prawach powiatu)
- Siemianowice Śląskie (miasto na prawach powiatu)
- Piekary Śląskie (miasto na prawach powiatu)
- powiat tarnogórski
- powiat myszkowski
- powiat zawierciański
- powiat olkuski (małopolskie)